# Décès en 1264
Décès
- 1260
- 1261
- 1262
- 1263
- 1264
- 1265
- 1266
- 1267
- 1268

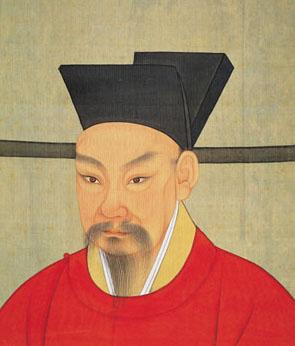
Song Lizong, mort en 1264.

Cette page dresse une liste de personnalités mortes au cours de l'année 1264 :
- 4 ou 5 février : Pierre du Palais, ecclésiastique valdôtain, évêque d'Aoste.
- 16 ou 17 février: Azzo VII d'Este, chef des Guelfes de la Marca, marquis Ferrare.
- 27 avril : Emma de Laval, dame de Laval.
- 17 mai : Warcisław III de Poméranie, co-duc de Poméranie occidentale.
- 3 septembre : Rostislav IV de Kiev, grand duc de Kiev de la famille des Riourikides, dignitaire du royaume de Hongrie, duc ou Ban de Mačva, Ban de Slavonie, prétendant au trône de Bulgarie,
- 2 octobre : Urbain IV, pape.
- 11 novembre : Farinata degli Uberti, un des chefs de la faction gibeline de Florence pendant le Duecento.
- 16 novembre : Song Lizong, quatorzième empereur de la dynastie Song et cinquième des Song du Sud.

- Athir al-Din al-Abhari, philosophe, astronome et mathématicien perse de Abhar.
- André II de Vladimir, grand-prince de Vladimir.
- Daniel de Galicie, roi ruthène de Galicie-Volhynie de la dynastie des Romanovitch.
- Guillaume de Capraia, juge d'Arborée.
- Yona Gerondi, rabbin et moraliste juif espagnol.
- Isabelle de Lusignan, ou de Chypre, princesse de Chypre et d'Antioche, régente de Jérusalem.
- Jean Ier de Mecklembourg, coprince de Mecklembourg.
- Jean d'Ibelin, seigneur de Beyrouth.
- Mahaut de Béthune, noble de la maison de Béthune.
- Hōjō Nagatoki, sixième shikken du bakufu de Kamakura et dirigeant du Japon.
- Treniota, grand-duc de Lituanie.

## Crédit d'auteurs
- Cet article est partiellement ou en totalité issu de l'article intitulé « 1264 » (voir la liste des auteurs).